# Ишкулов, Гатият Абдулович
Гатият Абдулович Ишку́лов (1916—1944) — советский военнослужащий, командир самоходной артиллерийской установки (САУ) 1666-го самоходного артиллерийского полка 18-й армии 4-го Украинского фронта, старший лейтенант. Герой Советского Союза.

## Биография
Родился 15 июля 1916 года в селе Новояушево ныне Фёдоровского района Башкирии в крестьянской семье. Башкир. Член ВКП(б) с 1941 года. Окончил 4 класса, затем школу автомехаников, в 1935—1937 годах работал трактористом, а затем механиком в Пугачёвской МТС Фёдоровского района.
В Красную Армию призван Фёдоровским райвоенкоматом Башкирской АССР в 1937 году. В 1939 году добровольно ушёл на советско-финскую войну. После демобилизации, в 1940—1942 годах работал преподавателем на курсах подготовки трактористов в МТС.
В феврале 1942 года Г. А. Ишкулов вновь призван в Красную Армию Фёдоровским райвоенкоматом Башкирской АССР. В боях Великой Отечественной войны с февраля 1942 года. В 1944 году окончил Харьковское танковое училище.
Командир САУ 1666-го самоходного артиллерийского полка (18-я армия, 4-й Украинский фронт) старший лейтенант Ишкулов Г. А. отличился в боях при освобождении Чехословакии: 9 декабря 1944 года он с экипажем своей САУ первым ворвался в населённый пункт Челевце, юго-западнее города Требишов; 10 декабря 1944 года, в ходе атаки вражеских позиций уничтожил 8 пулемётных точек, миномётную батарею и десятки гитлеровцев. В этом бою погиб. Похоронен в населённом пункте Плехотице, западнее города Требишов.
Указом Президиума Верховного Совета СССР от 24 марта 1945 года за образцовое выполнение заданий командования и проявленные мужество и героизм в боях с немецко-фашистскими захватчиками старшему лейтенанту Ишкулову Гатияту Абдуловичу посмертно присвоено звание Героя Советского Союза.
Награждён орденом Ленина, медалями.
Из наградного листа на Г. А. Ишкулова:
Во время наступательных действий полка 9 и 10 декабря в районе Чалока-Керестур старший лейтенант Ишкулов на своей установке обогнал сопровождаемую пехоту и первым из батареи ворвался в Чалока, увлекая за собой батарею и стрелковые подразделения. Под сильным заградительным артиллерийским и минометным огнём противника три раза тов. Ишкулов атаковал позиции противника. В этих боях его установкой было уничтожено 6 пулемётных точек, одно орудие, одна миномётная батарея, 30 солдат противника...